# Стеклянный мост Юньтайшань
«Мост храбрых людей» (официальное название) — U-образный стеклянный (или хрустальный) мост, расположенный в горах Юньтайшань провинции Хэнань Китая на высоте 180 метров, длина — 68 м (по другим сведениям — 300 м).
Открыт 20 сентября 2015 года. Рассчитан на нагрузку до 800 кг на 1 кв.м.
«Дорога в облаках». Стеклянный мост длиной 430 м расположен на высоте 300 м над каньоном Чжанцзяцзе. Стеклянный пол из 99 плит может одновременно выдержать вес 600 человек. При испытаниях по нему били кувалдами и проехал автомобиль массой 2 тонны. Это один из самых длинных и высоких стеклянных мостов в мире.
Стал известен за пределами Китая после инцидента, произошедшего 7 октября 2015 года. По вине одного из туристов, уронившего термос (по другим сведениям — стальную кружку), пролет моста треснул, при этом никто не пострадал, туристов эвакуировали.